# Marshall – Állj ki az igazságért!
A Marshall – Állj ki az igazságért! (eredeti cím: Marshall) 2017-ben bemutatott amerikai életrajzi filmdráma, melyet Reginald Hudlin rendezett. A főbb szerepekben Chadwick Boseman, Josh Gad, Kate Hudson, Dan Stevens, Sterling K. Brown és James Cromwell látható.
Az Amerikai Egyesült Államokban 2017. október 13-án mutatták be a mozikban. Magyarországon 2018. március 9-én adták ki DVD-n és Blu-ray-en.

## Cselekmény
1941 áprilisában Thurgood Marshall, az NAACP ügyvédje járja az országot, és olyan színes bőrű embereket véd, akiket faji előítéletek miatt ártatlanul vádolnak bűncselekményekkel. Amikor visszatér New York-i irodájába, Bridgeportba küldik, hogy védje Joseph Spellt, egy sofőrt, akit fehér munkaadója, Eleanor Strubing nemi erőszakkal vádol egy olyan ügyben, amely felkavarta a sajtót. Bridgeportban Sam Friedman biztosítási ügyvédet bátyja jelöli ki, hogy segítsen Marshallnak belépni a helyi ügyvédi kamarába – Friedman akarata ellenére. A meghallgatáson Foster bíró – aki a vádat képviselő Lorin Willis apjának barátja – beleegyezik, hogy Marshall csatlakozzon a kamarához, de megtiltja neki, hogy a tárgyaláson megszólaljon, így Friedman kénytelen Spell vezető védőügyvédje lenni. Marshall jegyzeteken keresztül irányítja Friedmant, például amikor azt tanácsolja neki, hogy engedje be az esküdtszékbe a déli fehér származású nőt, mert határozott és kérdező természetű.
Spell eskü alatt vallja Marshallnak, hogy soha nem volt szexuális kapcsolata Strubinggal, és elvezeti az ügyvédeket egy járőrhöz, aki azon az éjjelen megállította őt, miközben Strubing autóját vezette. Marshall és Friedman nyomoznak Strubing állítása után, miszerint Spell megerőszakolta, majd az autó hátsó ülésére kötözte, és egy hídhoz hajtott, hogy ledobja onnan. Az ügyvédek elgondolkodnak azon, hogy Spell miért a híd nyugodtabb oldalán próbálta meg ledobni a nőt, és nem ott, ahol zúgók vannak. Spell kezdetben érdeklődik Willis vádalkuja iránt, de Marshall lebeszéli róla. Később a tárgyaláson azonban egy orvos tanúskodik, hogy Strubing körmei alatt bőrdarabokat találtak, valamint zúzódásokat is észlelt. Strubing maga vallja, hogy az autó hátsó ülésére volt kötözve, amikor a járőr megállította Spellt. Ezek után Marshall és Friedman szembesítik Spellt, aki bevallja, hogy hazudott: valóban volt szexuális kapcsolata Strubinggal.
A tárgyaláson Spell tanúvallomást tesz, miszerint Strubing zúzódásait annak férje okozta, aki rendszeresen bántalmazta őt. Az ominózus éjszakán Spell azért kereste fel Strubingot, hogy pénzt kérjen tőle egy tartozás kifizetésére, ám helyette egy zaklatott állapotban lévő Strubing fogadta, aki szexuális kapcsolatot akart létesíteni vele. Spell beleegyezett, és aznap éjjel többször is lefeküdtek egymással. Ezt követően Strubing pánikba esett, mivel attól tartott, hogy lebukik és esetleg terhes is lehet. Spell el akarta vinni őt egy orvoshoz, de amikor egy járőr megállította őket, Strubingnak el kellett bújnia a hátsó ülésen. Később Strubing hisztérikus állapotban kiszállíttatta magát az autóból egy hídnál, és öngyilkosságot próbált elkövetni. Spell megpróbálta megállítani, eközben a nő megkarmolta, majd leugrott a hídról, de túlélte, és egy autóst leintve kétségbeesett történetet talált ki a nemi erőszakról. Amikor Willis megkérdezi, Spell miért nem mondta el az igazat korábban, ő elmagyarázza, hogy Louisiana államban, ahonnan származik, fekete férfiakat kínoznak meg és akasztanak fel csak azért, mert fehér nőkkel voltak kapcsolatban. Willis tiltakozása ellenére Foster bíró, akit – csakúgy mint az esküdteket – mélyen megráz Spell vallomása, engedi, hogy az elhangzottak a jegyzőkönyv részévé váljanak.
Az ítélethozatal előtt Marshall kénytelen elutazni egy Mississippi-ügy miatt. A kétségbeesett Willis egy sokkal enyhébb vádalkut kínál Spellnek, ám ő már elég magabiztos ahhoz, hogy visszautasítsa. Az éjszaka folyamán Marshall és Friedman együtt készítik el a záróbeszédet, amelyet másnap Friedman egyedül ad elő. Az esküdtszék elnökének kinevezett déli fehér nő végül kimondja az ítéletet: „nem bűnös”. Az ítélet után az esküdtek tapsviharban törnek ki, Joseph Spell pedig örömében szinte ujjong. Friedman telefonon osztja meg az örömhírt Marshalllal, aki közben már a következő ügyén dolgozik. A záró képsorok elmondják, hogy Friedman később számos polgárjogi ügyön dolgozott, Marshall pedig az afroamerikai polgárjogi mozgalom egyik fő jogi stratégája lett, majd első afroamerikai bíróként bekerült az Amerikai Egyesült Államok Legfelsőbb Bírósága.

## Szereplők
| Szereplő              | Színész              | Magyar hang     |
| --------------------- | -------------------- | --------------- |
| Thurgood Marshall     | Chadwick Boseman     | Király Attila   |
| Sam Friedman          | Josh Gad             | Gáspár András   |
| Eleanor Strubing      | Kate Hudson          | Bertalan Ágnes  |
| Loren Willis          | Dan Stevens          | Szatory Dávid   |
| Carl Foster bíró      | James Cromwell       | Harsányi Gábor  |
| Joseph Spell          | Sterling K. Brown    | Orosz Ákos      |
| Vivien "Buster" Burey | Keesha Sharp         | Solecki Janka   |
| Irwin Freidman        | John Magaro          | Harcsik Róbert  |
| Walter Francis White  | Roger Guenveur Smith | Sipos Imre      |
| John Strubing         | Jeremy Bobb          | Maday Gábor     |
| Ted Lancaster         | Derrick Baskin       | Horváth Illés   |
| Dr. Sayer             | Jeffrey DeMunn       | Perlaki István  |
| Langston Hughes       | Jussie Smollett      | Welker Gábor    |
| Irene Lancaster       | Zanete Shadwick      | Kobela Kíra     |
| Burke százados        | Brendan Burke        | Papucsek Vilmos |

### Magyar változat
- Bemondó: Bozai József
- Magyar szöveg: Gáspár Bence
- Hangmérnök: Nemes László
- Vágó: Kajdácsi Brigitta
- Gyártásvezető: Gelencsér Adrienne
- Szinkronrendező: Nikodém Zsigmond

A szinkront a Mafilm Audio Kft. készítette el.

## A film készítése
A forgatás 2015 decemberének közepén kezdődött Los Angelesben, majd 2016 elején Buffalo városába költözött, ahol többek között a Buffalo City Hall, a Buffalo Central Terminal, a Daemen College, Orchard Park és Niagara Falls szolgáltak helyszínként. A filmet Reginald Hudlin rendezte Michael Koskoff és fia, Jacob Koskoff forgatókönyve alapján. A produkciót a kínai Super Hero Films finanszírozta, a gyártásban pedig Paula Wagner (Chestnut Ridge Productions), valamint Hudlin és Jonathan Sanger is közreműködtek.